# Leuchtenbergia principis
Leuchtenbergia principis, llamada popularmente biznaga palmilla de San Pedro, cactus agave, escoba de bruja, o palmilla de San Pedro, es una especie de la familia de las cactáceas (Cactaceae).  Su nombre comercial suele ser "cactus agave". Es endémica de México.

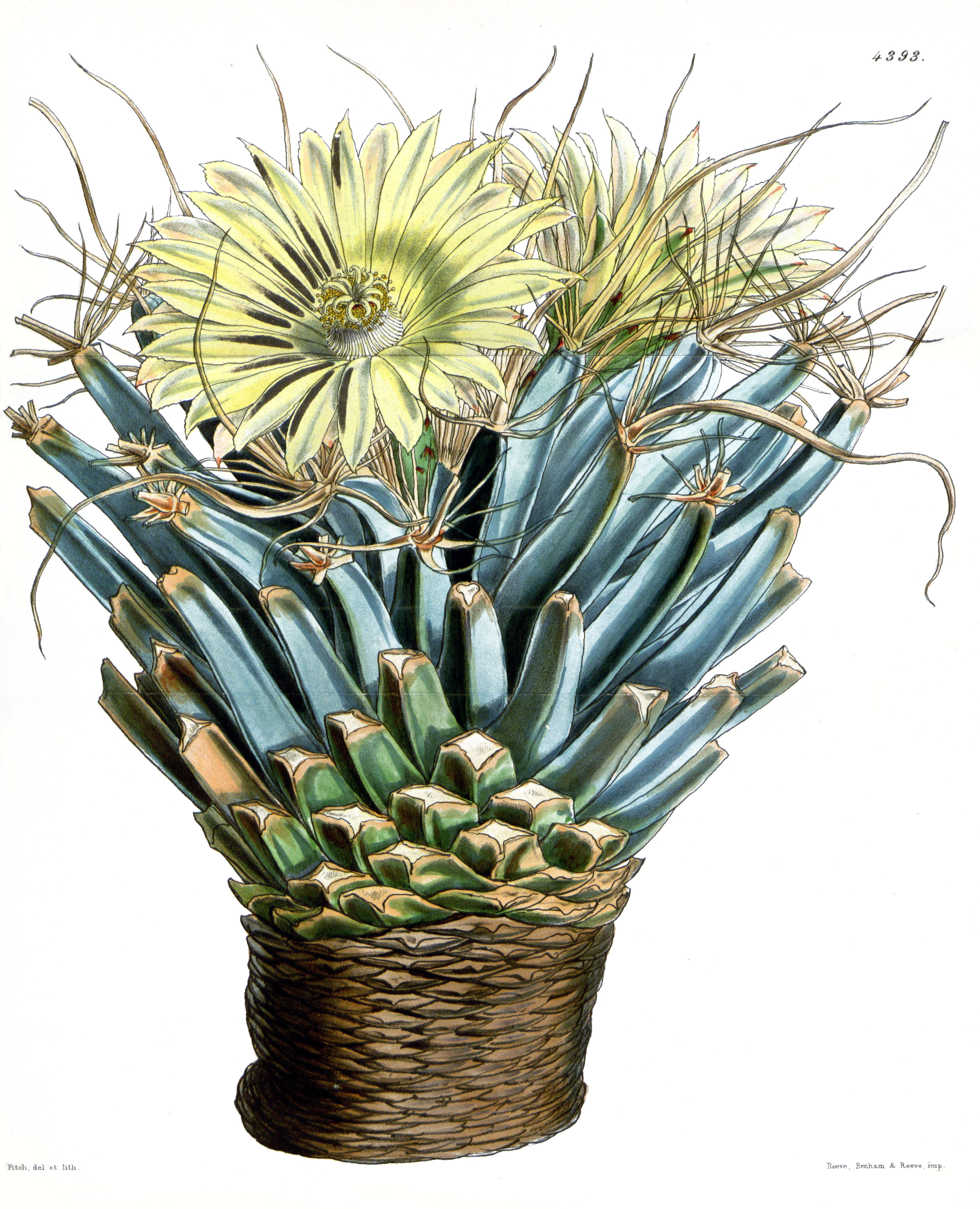
Litografía de 1848

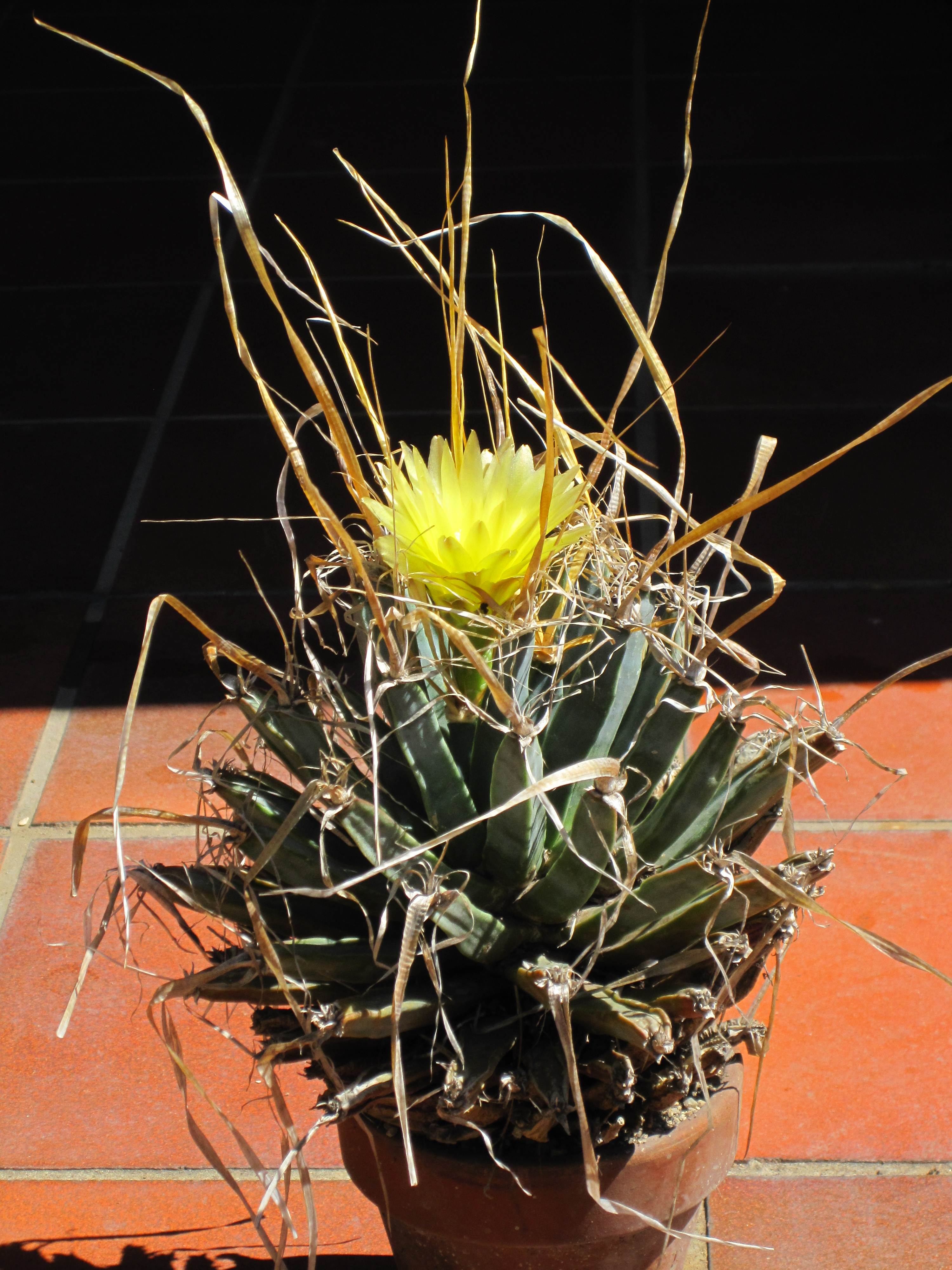
Leuchtenbergia principis

## Descripción
Parecido a un ágave, presenta una gruesa raíz axonomorfa y tallo cilíndrico y solitario, aunque puede estar amacollado por la base de 12 hasta 50 cm de alto y 5 a 15 cm de diámetro, de color verde azulado con tintes rojizos; los tubérculos son largos y de forma triangular, festoneados en la parte inferior y planos en la superior. Son de color gris verdoso, a veces rojizos en la extremidad, de donde aparecen las areolas afieltradas y de color gris. Presentan espinas papiráceas, flexibles, recurvadas, largas, delgadas, blancas a amarillentas; 8 a 14 radiales, 1 a 3 centrales. Las espinas miden 5 cm de longitud. Los tubérculos basales desaparecen con el tiempo. Los ejemplares más viejos pueden alcanzar los 50 cm de altura con tubérculos de 10 cm. En las plantas jóvenes las radiales son entre 3 y 4.
Las flores  infundibuliformes son de color amarillo, grandes de 5 a 6 cm de largo y con forma de embudo.
El fruto es de color verde y liso, con tintes de color rosa o salmón, de forma ovoide - oblonga, cuando joven suculento con la edad seco, que puede contener cientos de semillas grandes de forma oval, foveoladas, de color negro o pardo oscuro.

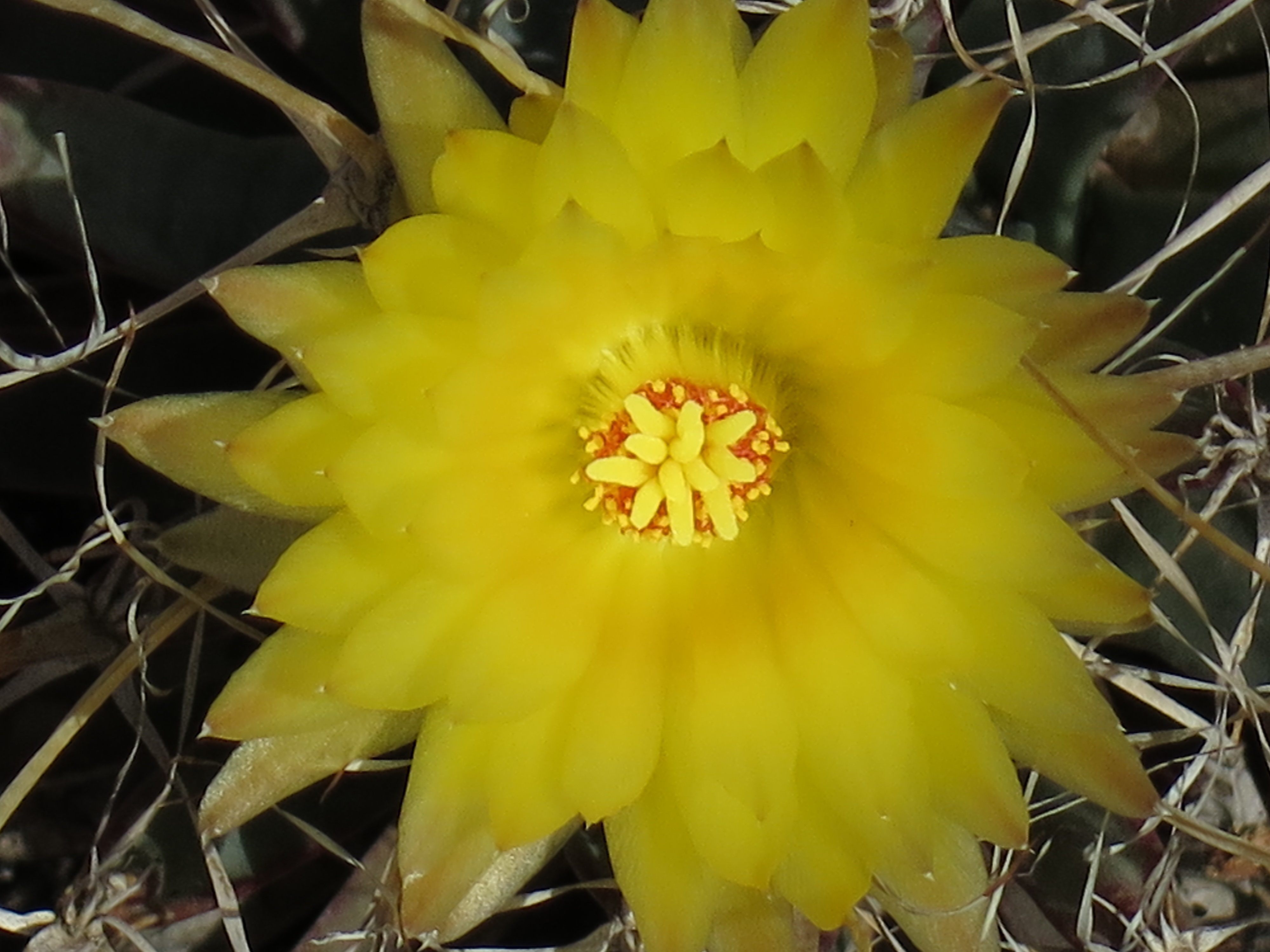
La flor de Leuchtenbergia principis

## Distribución y hábitat
Es endémica del Desierto Chihuahuense en México, distribuida la zona central y septentrional, en los estados de Coahuila, Durango, Nuevo León, San Luis Potosí, Tamaulipas, y Zacatecas. Partícularmente abundante en la Sierra de Parras y en la Sierra de La Paila.

Es de ambiente terrestre y se desarrolla de los 1500 a 2000 msnm, en laderas y planicies pedregosas con suelos calizos, principalmente en matorrales xerófilos.

## Cultivo
La multiplicación se realiza mediante semillas o por vástagos basales. 
Requiere macetas profundas y exposición a pleno sol. Temperatura media mínima 10 °C. Requiere poco riego, ya que es sensible a la pudrición.
Se reporta que es posible realizar hibridación entre Leuchtenberga principis y Ferocactus acanthodes. Se trata de un género híbrido que lleva el nombre de X Ferobergia.[cita requerida]

## Estado de conservación
La especie se propone como Amenazada (A) en el Proyecto de Modificación de la Norma Oficial Mexicana 059-2010. En la lista roja de la UICN se considera como de Preocupación Menor (LC). En CITES se valora en el Apéndice II.

## Taxonomía
Leuchtenbergia principis fue descrita por William Jackson Hooker y publicado en Botanical Magazine 74: pl, 4393, en el año 1848.
Etimología
El binomio principis fue dado en honor de Eugène Rose de Beauharnais, Duque de Leuchtenberg y príncipe de Eichstädt (1781-1824), estadista y soldado francés.